# Le Petit Prof
Pour plus de détails, voir Fiche technique et Distribution.
Le Petit Prof est un film français réalisé par Carlo Rim et sorti en 1959.

## Synopsis
30 ans de la vie de Jérôme Aubin, le petit prof', avec en toile de fond les événements afférents aux époques, particulièrement l'Occupation.

## Fiche technique
- Réalisation : Carlo Rim
- Scénario : Carlo Rim
- Photographie : Nicolas Hayer
- Musique : André Popp
- Décors : Robert Gys
- Montage : Robert et Monique Isnardon
- Son : René Sarrazin
- Production et Distribution : Les Films Marceau
- Tournage du 17 mars au 10 mai 1958, dans les studios de Billancourt Paris-Studios-Cinéma, et en décors naturels au lycée Janson-de-Sailly
- Laboratoire : C.T.M
- Westrex Recording System
- Pays :  France
- Format : noir et blanc — 35 mm — Son mono
- Genre : comédie
- Durée : 88 minutes
- Date de sortie :
  - France : 13 février 1959
- Affiche : René Lefèbvre (France)

## Distribution
- Darry Cowl : Jérôme Aubin, le petit prof' (périodes 1942, 46, 53 et 56)
- Yves Robert : le docteur Aubin, le père de Jérôme (périodes 1925, 27, 33 et 42)
- Christiane Barry : Mme Aubin, la femme du docteur et mère de Jérôme (périodes 1925, 27, 33 et 42)
- Edmond Beauchamp : M. Aubin, le grand-père de Jérôme (périodes 1925, 27, 33 et 42)
- Véronique Verlhac : la bonne des "Aubin" (périodes 1925, 27, 33 et 42)
- Pascal Bressy : le petit Jérôme qui mange sa banane (période 1927)
- Lucien Raimbourg : le créancier qui glisse sur la peau de banane (période 1927)
- Dominique Maurin : Jérôme enfant (période 1933)
- Joëlle Gruyer : Françoise enfant (période 1933)
- Max Desrau : M. Honorat, le voisin de l'escalier (périodes 1933 et42)
- Fernand Guiot : l'occuliste (période 1933)
- Pierre-Jacques Moncorbier : le maître d'école (période 1933)
- Béatrice Altariba : Françoise Aubin, la femme de Jérôme (période 1942, 46, 53 et 56)
- Rosy Varte : Mme Léa, la tenancière de la maison close (période 1942)
- Françoise Brion : une "mauvaise française" sous l'occupation (période 1942)
- René Blancard : M. Boulard, le père de Françoise (période 1942)
- Mathilde Casadesus : Mme Boulard, la mère de Françoise (période 1942)
- Armande Navarre : "Tosca", une fille de Mme Léa (période 1942)
- Florence Blot : une voisine dans l'abri (période 1942)
- Denise Péronne : une voisine dans l'abri (période 1942)
- Anne-Marie Coffinet : "Carmen", une fille de Mme Léa (période 1942)
- Monique Vita : une fille de Mme Léa (période 1942)
- Rudy Lenoir : le soldat allemand saoul qui meurt chez Mme Léa (période 1942)
- Max Montavon : le voisin dans l'abri qui fait du canevas (période 1942)
- Daniel Crohem : l'aviateur anglais réfugié chez les "Aubin" (période 1942)
- Jo Dest : Von Trapp, l'officier avec le portrait d'Hitler (période 1942)
- Laure Paillette : une voisine dans l'abri (période 1942)
- Hans Verner : l'officier allemand dans la rue (période 1942)
- Charles Bayard : un voisin dans l'abri (période 1942)
- Michel Bardinet : le père des "triplés" dans l'abri (période 1942)
- Françoise Delbart : la mère des "triplés" dans l'abri (période 1942)
- Françoise Vatel : une fille de Mme Léa (période 1942)
- Claude Vernier : le soldat allemand qui accompagne Von Trapp (période 1942)
- Claude Rollet : un étudiant (période 1942)
- Jean-Pierre Jaubert : un étudiant (période 1942)
- Georges Chamarat : l'adjudant Valentin (période 1946)
- Jean-Pierre Moutier : un appelé (période 1946)
- Jean-Marie Rivière : un appelé (période 1946)
- Michel Modo : Luciani, un appelé (période 1946)
- Guy Grosso : un appelé (période 1946)
- Jacques Ferrière : un appelé (période 1946)
- Bruno Balp : le caporal de "semaine" (période 1946)
- René Lefèvre-Bel : un lieutenant (période 1946)
- Francis Blanche : le surveillant général de l'école (période 1953)
- Jacques Dufilho : le chef du service de l'état civil (période 1953)
- Jean-Roger Caussimon : le proviseur de l'école (période 1953)
- Jean Bellanger : un employé de l'état-civil (période 1953)
- Roger Carel : un employé de l'état-civil (période 1953)
- Madeleine Barbulée : la veuve "Mouriot" des Pompes-Funèbres (période 1953)
- Hubert de Lapparent : un "Mouriot", des Pompes-Funèbres (période 1953)
- Harry Max : un "Mouriot", des Pompes-Funèbres (période 1953)
- Pierre Sergeol : le censeur de l'école (période 1953)
- Yves Barsacq : l'économe de l'école (période 1953)
- Michel Giannou : un élève (période 1953)
- Charles Lemontier : le concierge de l'école (période 1953)
- Johnny Monteilhet : un élève (période 1953)

avec :
- Nadine Claire
- Maryse Marion
- Tania Miller

- Images d'archives, sur la conférence de la paix de Locarno, avec les présidents Briand, pour la France, le chancelier Luther et M. Stresemann pour l'Allemagne, M. Chamberlain pour la Grande-Bretagne.

- Bernard Musson : Un croque-mort (n'apparait pas sur les copies actuellement visibles)